# اسدالله عباسی
اسدالله عباسی (زادهٔ ۱۳۴۰ در رودسر) سیاستمدار اصولگرای ایرانی است که از سال ۱۴۰۰ تا ۱۴۰۳ استاندار گیلان بود. وی در دولت دهم از اردیبهشت تا مرداد سال ۱۳۹۲ به‌عنوان وزیر تعاون، کار و رفاه اجتماعی فعالیت می‌کرد و پیش از آن نیز معاونت توسعه و مدیریت منابع وزارت تعاون، کار و رفاه اجتماعی را برعهده داشت.
عباسی در ادوارهای هفتم، هشتم و دهم مجلس شورای اسلامی به‌عنوان نمایندهٔ حوزه انتخابیه رودسر و املش از استان گیلان حضور داشت و در دورهٔ هشتم سخنگوی هیئت رئیسه مجلس شورای اسلامی بود.

## نمایندگی مجلس
اسدالله عباسی در دوره‌های هفتم، هشتم و دهم مجلس شورای اسلامی به‌عنوان نماینده از حوزه انتخابیه رودسر و املش از حوزه‌های انتخابیه استان گیلان حضور داشت. وی در دوره‌های هفتم و هشتم، نایب رئیس کمیسیون آموزش و تحقیقات، عضو ناظر شورای عالی آموزش و پرورش، رئیس فراکسیون فرهنگیان، رئیس فراکسیون گردشگری، نایب رئیس فراکسیون تعاون و نایب رئیس فراکسیون ورزش مجلس شورای اسلامی بود و همچنین نایب رئیس گروه بین المجالس کشورهای جهان در مجلس هشتم، نایب رئیس گروه دوستی ایران و چین، رئیس هیئت اعزامی نمایندگان مجلس شورای اسلامی در سمینار اتحادیه بین المجالس در هند و رئیس هیئت اعزامی کمیسیون آموزش و تحقیقات مجلس به کشورهای ژاپن، کره جنوبی، مالزی و سنگاپور در مجلس شورای اسلامی بوده است.

## وزارت تعاون، کار و رفاه اجتماعی
عباسی به‌عنوان معاون توسعه و مدیریت منابع وزارت تعاون، کار و رفاه اجتماعی منصوب شد. پس از استیضاح عبدالرضا شیخ‌الاسلامی توسط مجلس شورای اسلامی و رأی عدم اعتماد مجلس به او، اسدالله عباسی به‌عنوان سرپرست این وزارت‌خانه از ۱۵ اسفند ۱۳۹۱ مشغول به کار شد.

وی در تاریخ ۴ اردیبهشت ۱۳۹۲ به‌عنوان وزیر تعاون، کار و رفاه اجتماعی پیشنهادی از سوی رئیس‌جمهور وقت، محمود احمدی‌نژاد به مجلس شورای اسلامی پیشنهاد شد و در روز ۱۵ اردیبهشت ۱۳۹۲، بررسی سوابق وی در دستور کار مجلس قرار گرفت. محمد احمدی‌نژاد با حضور در مجلس و با اشاره به مسئولیت اسدالله عباسی در سمت سرپرستی وزارت تعاون، کار و رفاه اجتماعی در ماه‌های گذشته، خطاب به نمایندگان مجلس گفت: 
«همه شما آقای عباسی را می‌شناسید. دو دوره نماینده مجلس در کنار شما و همراه شما بوده است و در کمیسیون‌ها و مسئولیت‌های مختلف مجلس خدمات و سوابق خوبی داشته است. وی افزود: همچنین در این دوره چند ماهه که در وزارتخانه بودند عملکرد قابل توجهی داشته است.»
 مخالفان عباسی، او را وابسته به جریان انحرافی توصیف کردند. عوض حیدرپور نماینده حوزه انتخابیه شهرضا، دهاقان، منظریه و گلشن گفت: 
«مشکلی که ما داشتیم، حلقه انحرافی بود اما آقای عباسی در طول هشت سالی که که نماینده مجلس بود، با حلقه انحرافی دولت همکاری و همیاری داشت و با آن‌ها صمیمی بود.»
 در ادامه این جلسه، علی مطهری در مخالفت با عباسی گفت: 
«آقای عباسی در طول مجلس هشتم یک حامی بی‌منطق دولت بود».
یوناتن بت کلیا نماینده ارامنه شمال کشور، در حمایت از عباسی، با استناد به این که عباسی در مجلس، نایب رئیس فراکسیون تعاون بود، گفت: «او با مشکلات تعاونی‌ها و فرهنگ تعاون و کار جمعی آشنا است.» پس از صحبت‌های موافقان و مخالفان، عباسی با کسب ۲۰۰ رأی موافق از مجموع ۲۵۲ نماینده حاضر در مجلس شورای اسلامی، به‌عنوان وزیر تعاون، کار و رفاه اجتماعی رأی اعتماد گرفت. پس از تصدی وزارت توسط او، ۵۰۰ نفر بدون طی تشریفات قانونی استخدام جذب سازمان تأمین اجتماعی شدند که با عکس‌العمل تند خبرگزاری‌های داخلی مواجه شد، به گونه‌ای که وی را متهم خواندند.

## استانداری گیلان
عباسی در روز ۲۸ مهر ۱۴۰۰ با حضور در جلسه هیئت دولت سیزدهم به ریاست سید ابراهیم رئیسی، با کسب رأی اعتماد اعضای هیئت دولت به‌عنوان استاندار گیلان منصوب شد.